# Eye of the Dolphin
Eye of the Dolphin is een Amerikaanse film uit 2006 onder regie van Michael D. Sellers. De film viel driemaal in de prijzen bij de Bahamas International Film Festival.

## Verhaal
Alyssa is een 14-jarig meisje dat ooit een perfecte student was. Nadat ze een jaar geleden haar moeder zag verdrinken bij een bootongeluk, is ze veranderd in een wild jong meisje dat rookt, drinkt, spijbelt en onbeschoft is. Sinds de dood van haar moeder woont ze bij haar grootmoeder Lucy, aangezien ze haar vader nooit gekend heeft. Nadat ze van school verwijderd wordt door haar gedrag, kan haar Lucy haar niet meer aan.
Alyssa dacht voorheen dat haar vader was overleden, maar Lucy vertelt haar dat hij nog leeft en dolfijnen onderzoekt op de Bahama's. Lucy besluit dat het tijd is voor Alyssa om haar vader te ontmoeten en gaat met haar naar de Bahama-eilanden. Alyssa is echter niet onder de indruk van haar vader en hij net zomin van haar. Wel bouwt ze een band op met zijn vriendin Tamika. Ze blijken veel gemeen met elkaar te hebben. Zo is Tamika's moeder ook overleden.
Alyssa's vader Hawk heeft zo zijn eigen problemen. Zijn co-partner Glinton dreigt hem te ontslaan. Hawk probeert te bewijzen dat dolfijnen kunnen communiceren met mensen, maar heeft niet genoeg theorieën om dit te ondersteunen. Hij krijgt 24 uur de tijd om aan te geven dat zijn onderzoek nut heeft, of hij zal worden ontslagen. Alyssa besluit hem te helpen, wanneer ze ontdekt dat ze zelf kan communiceren met dolfijnen.

## Rolverdeling
- Carly Schroeder - Alyssa
- Adrian Dunbar - Dr. James Hawk
- George Harris - Daniel
- Katharine Ross - Lucy
- Christine Adams - Tamika
- Jane Lynch - Glinton
- Christopher Herrod - Shelby
- Andrea Bowen - Candace
- Wendy Braun - Suzanne Harrison
- Kelly Vitz - Michelle